# Jean-François Pintat
Jean-François A. Pintat (ur. 29 lipca 1923 w Soulac-sur-Mer, zm. 14 czerwca 1990 w Soulac-sur-Mer) – francuski polityk i inżynier, senator i poseł do Parlamentu Europejskiego I kadencji.

## Życiorys
Studiował w École centrale de Paris. Zawodowo pracował jako inżynier, przez wiele lat zastępca dyrektora Gaz de Bordeaux. Opublikował jedną książkę poświęconą źródłom energii, kierował stowarzyszeniem Mouvement national des élus locaux. Działał w ugrupowaniach Niezależni Republikanie i Partii Republikańskiej (członek komitetu sterującego i szef w Żyrondzie). Przystąpił do federacyjnej Unii na rzecz Demokracji Francuskiej. Od 1959 do śmierci mer rodzinnego Soulac-sur-Mer, od 1964 do 1976 należał do rady departamentu Żyronda. Wieloletni członek rady regionu Akwitania, od 1973 do 1986 jej wiceprzewodniczący. W latach 1971–1990 należał do Senatu trzech kadencji. Od 1974 delegat do Parlamentu Europejskiego, 1979 wybrany w wyborach bezpośrednich. Przystąpił do frakcji liberalno-demokratycznej, był jej przewodniczącym (1978–1979) i wiceprzewodniczącym (1979–1984). Zmarł po dłuższej chorobie.
Jego syn Xavier Pintat także został politykiem. Jego imieniem nazwano jeden z placów w Soulac-sur-Mer.